# 4 × 100 - Correndo por um Sonho
4 × 100 - Correndo por um Sonho é um filme brasileiro do gênero drama de 2021. Dirigido por Tomas Portella, o filme conta a história de uma equipe de atletas que perde uma disputa na final das Olímpiadas do Rio e agora têm a chance de voltar ao sucesso. É protagonizado por Thalita Carauta, Fernanda de Freitas, Priscila Steinman, Roberta Alonso e Cintia Rosa. No Brasil, foi lançado pela Imovision nos cinemas em 24 de junho de 2021.

## Sinopse
A vida de uma equipe de atletas brasileiras é marcada por uma grande derrota na final olímpica da modalidade de revezamento 4x100 da Rio 2016. Após três anos do fracasso, Maria Lúcia (Fernanda de Freitas), a atleta responsável pela eliminação da equipe, continua sendo destaque no atletismo e brilhando na mídia. Enquanto isso, Adriana (Thalita Carauta), que trabalhou duro na competição, leva uma vida frustrada vivendo de pequenas lutas de MMA. Agora, em uma nova edição das Olímpiadas, em Tóquio, a equipe tem uma nova chance para reescrever essa história. Essa dupla terá que que conseguir deixar suas desavenças de lado e trabalhar em grupo.

## Elenco
| Ator/Atriz              | Personagem                           |
| ----------------------- | ------------------------------------ |
| Thalita Carauta         | Adriana Santos (Dri)                 |
| Fernanda de Freitas     | Maria Lúcia Junqueira (Malu)         |
| Cintia Rosa             | Jaciara Souza (Jacirão)              |
| Roberta Alonso          | Rita Ferreira                        |
| Priscila Steinman       | Beatriz Schneider (Bia)              |
| Augusto Madeira         | Victor Ferreira                      |
| Participações especiais |                                      |
| Zezé Motta              | Dra. Bruna                           |
| Kauê Telloli            | PD                                   |
| Marat Descartes         | Eduardo "Edu" Uchôa                  |
| Cláudio Jaborandy       | Seu Zé                               |
| Elenco de Apoio         |                                      |
| Bruno Bellarmino        | Marcelinho                           |
| Maurício de Barros      | Marquinhos                           |
| Caio Gullane            | Apresentador do Talk Show            |
| Won Gisele              | Atleta                               |
| Willians Mezzacapa      | Homem na balada                      |
| Leandro Cunha           | Diretor de uma campanha publicitária |
| Maria Helena Chira      | Médica plantonista                   |
| Isa Esaudito            | Filha de Rita                        |
| Samuel de Castro        | Assaltante                           |

## Produção
A ideia de fazer um filme sobre atletas foi da atriz Roberta Alonso, a qual interpreta umas das atletas protagonistas, que levou até a produtora Gullane Filmes. O primeiro roteiro foi escrito por Caroline Fioratti e Carlos Cortez, que veio a falecer antes da estreia do filme.
As cenas de competições de atletismo foram gravadas entres as cidades de São Paulo e Rio de Janeiro. Já as gravações da grande final foram feitas em Tóquio, por inspiração nas Olimpíadas de Tóquio de 2021. Ao todo, foram 4 dias de gravações na capital japonesa.
Thalita Carauta disse, em entrevista à Folha de S.Paulo, ter se lesionado durante as gravações intensas de cenas de corrida. Ela afirma ter contado com o recurso de efeitos visuais.

## Lançamento
O filme tinha previsão de estreia para o segundo semestre de 2020, mas em razão do avanço da pandemia de COVID-19, teve que ter seu lançamento adiado. Em maio de 2021, foi anunciado que o filme iria aos cinemas em 24 de junho de 2021.